# Nowoje Sieło (przystanek kolejowy)
Nowoje Sieło (ros. Новое Село) – przystanek kolejowy w miejscowości Nowoje Sieło, w rejonie wiaziemskim, w obwodzie smoleńskim, w Rosji. Położony jest na linii Lichosławl – Rżew – Wiaźma.